# Salur

Das Zeichen der Salur

Die Salur waren ein bedeutender Oghusen-Stamm. Andere Schreibweisen sind Salar, Salır und Salyr (Turkmenisch).
Mahmud al-Kāschgharī erwähnte sie unter dem Namen Salghur (Salġur) als einen der 24 oghusischen Stämme. Als Totemtier hatten sie einen Kaiseradler. Ihr Stammesname bedeutet im Alttürkischen der, der das Schwert schwingt.
Aus den Salur, welche mit den Seldschuken im 11. Jahrhundert aus Zentralasien nach Anatolien und in den Nahen Osten kamen, ging die Dynastie der Salghuriden hervor, die zwischen 1148 und 1282 als Atabegs von Fars herrschten. Ferner gehörte der seldschukische Herrscher und Wesir Kadi Burhan al-Din den Salur an; Er war der letzte Herrscher des anatolischen Beyliks Eretna.
In den westchinesischen Provinzen Gansu, Qinghai und Xinjiang gibt es Nachfahren der Salur, die sich heutzutage Salar nennen. Diese wanderten aus dem westlichen Zentralasien im 14. und 15. Jahrhundert ostwärts und ließen sich in Westchina nieder.